# Nicklas Bärkroth
Nicklas Bärkroth (* 19. Januar 1992) ist ein schwedischer Fußballspieler. Der Mittelfeldspieler, der 2015 in der schwedischen Nationalmannschaft debütierte, ist nach seinem Erstligadebüt im Alter von 15 Jahren und 226 Tagen der jüngste je in der Allsvenskan eingesetzte Akteur.

## Werdegang

### Jüngster Debütant in der Allsvenskan und erste Auslandserfahrung
Bärkroth begann 1998 mit dem Fußballspielen bei Balltorps FF. Vor Beginn der Spielzeit 2007 wechselte er in die Jugendabteilung von IFK Göteborg. Im Sommer wurde er von Hans Lindbom, dem Trainer der schwedischen U15-Auswahl, zu den ersten Spielen seines Jahrgangs in die Auswahlmannschaft berufen und debütierte dort am 28. August des Jahres bei der 1:4-Niederlage gegen die norwegische Nachwuchsauswahl. Beim zweiten Aufeinandertreffen zwei Tage später, das mit einer 1:2-Niederlage endete, gelang ihm sein erster Treffer im Trikot mit den schwedischen Landesfarben.
Als im September 2007 Jonas Wallerstedt und Pontus Wernbloom ausfielen, entschied das Trainerduo Jonas Olsson und Stefan Rehn, das Jungtalent mit der ersten Mannschaft trainieren, sowie ihn letztlich am 2. September 2007 beim Spiel gegen IF Brommapojkarna in der Allsvenskan debütieren und an der Seite von George Mourad im Angriff auflaufen zu lassen. Damit löste er Peter Dahlqvist als bis dato jüngsten Spieler in der Geschichte der Liga ab. Sein erstes Spiel im Ullevi weckte Aufmerksamkeit außerhalb Schwedens und im Oktober lud ihn der englische Spitzenverein Manchester United zu einem Probetraining ein.
Bärkroth kam nach seinem Erstligadebüt hauptsächlich wieder in der Nachwuchsmannschaft des Klubs zum Einsatz und gehörte nur unregelmäßig zum Erstligakader. Im Sommer 2008 machte der mittlerweile 16-jährige jedoch erneut Schlagzeilen, als er sich beim 4:0-Erfolg seines Klubs über SS Murata in der ersten Qualifikationsrunde der UEFA Champions League 2008/09 nach seiner Einwechslung als zweifacher Torschütze feiern lassen konnte. In der Spielzeit 2009 hatte er sich endgültig im Kader der ersten Mannschaft etabliert und kam im Laufe der Spielzeit zu 22 Ligaeinsätzen, davon fünf in der Startformation. Mit dem Klub gewann er hinter AIK die Vizemeisterschaft und erreichte das Pokalfinale. Bei der 0:2-Endspielniederlage gegen AIK saß er auf der Ersatzbank, kam aber nicht zum Einsatz. 
In der Vorbereitung auf die Spielzeit 2010 zog sich Bärkroth einen Bänderriss zu. Kurz nach Saisonbeginn kehrte er in die Mannschaft zurück und wechselte im Saisonverlauf zwischen Startformation und Ersatzbank. Anfang 2011 avancierte er zum Mannschaftskapitän der U-19-Auswahl, die er bei einem Turnier in Spanien im Februar des Jahres anführte. Im Ligabetrieb gestaltete sich sein Saisonstart jedoch nicht ähnlich erfolgreich: Wenngleich regelmäßig im Einsatz kam er nicht über die Reservistenrolle in der Offensive hinter Stefan Selakovic, Tobias Hysén und Tobias Sana hinaus. Um ihm daher mehr Spielzeit zu ermöglichen, verlieh ihn der Klub im Sommer 2011 bis zum Jahresende an den Stockholmer Verein IF Brommapojkarna in die Superettan. Dort war er Stammspieler und erzielte in elf Ligaspielen sechs Tore, mit dem Klub belegte er den sechsten Tabellenrang im Endklassement.
Trotz des persönlichen Erfolges in der zweithöchsten Spielklasse verlieh ihn der IFK Göteborg Ende Januar 2012 erneut. Er schloss sich bis zum Sommer dem portugiesischen Klub União Leiria an, dessen Ligakonkurrent Benfica Lissabon vereinbarte zudem eine Kaufoption. Bis zum Ende der Spielzeit lief er in zehn Spielen in der Primeira Liga auf, die Mannschaft stieg jedoch als Tabellenletzte in die Zweitklassigkeit ab. Anschließend kehrte er nach Schweden zurück, verletzte sich jedoch Ende August am Knie und fiel längerfristig aus.

### Endgültiger Durchbruch, Nationalmannschaftsdebüt und Meisterschaft
Im Januar 2013 verließ Bärkroth den IFK Göteborg und wechselte im Gegenzug für Ludwig Augustinsson zu IF Brommapojkarna, wo er einen Zwei-Jahres-Vertrag unterzeichnete. Nachdem er im ersten Jahr bei seinem neuen Klub zwischen Ersatzbank und Startformation schwankte, etablierte er sich in der Spielzeit 2014 als Stammspieler. Als abgeschlagener Tabellenletzter verpasste er zwar mit dem Klub den Klassenerhalt, hatte aber durch zehn Torvorlagen nachhaltig auf sich aufmerksam gemacht. So kam er im Januar 2015 unter Nationaltrainer Erik Hamrén zu seinem Debüt in der A-Nationalmannschaft, als diese durch Tore von Johan Mårtensson und Marcus Rohdén die Elfenbeinküste mit 2:0 bezwang. 
Wenige Wochen zuvor hatte IFK Norrköping die Verpflichtung Bärkroths bekannt gegeben, der bei seinem neuen Klub einen Dreijahreskontrakt unterzeichnete. Unter Trainer Janne Andersson gewann er mit der Mannschaft am Ende der Spielzeit 2015 den Meistertitel, auch verletzungsbedingt hatte er jedoch lediglich 18 der 30 Saisonspiele bestreiten können. In der folgenden Spielzeit trug er mit vier Saisontoren und sieben Torvorlagen zum Erreichen des dritten Tabellenplatz bei, der den erneuten Einzug in den Europapokal bedeutete. Damit weckte er Begehrlichkeiten anderer Klubs, einem Wechsel innerhalb Schwedens erteilte er jedoch eine Absage.

### Wechsel ins Ausland und baldige Rückkehr
Nach einer weiteren Halbserie in Schweden wechselte Bärkroth im Sommer 2017 nach Polen, wo er bei Lech Posen einen bis 2021 gültigen Vertrag unterzeichnete. Schon 2018 war er zurück in Schweden, wo er bis Ende 2021 bei Djurgårdens IF aktiv war und mit dem Verein 2019 erneut den schwedischen Meistertitel feiern konnte. 

## Bemerkenswertes
Bärkroths Vater Robert Bengtsson-Bärkroth war ebenfalls Fußballprofi. Er lief über 200 Mal in der Allsvenskan auf.